# Consummatum est

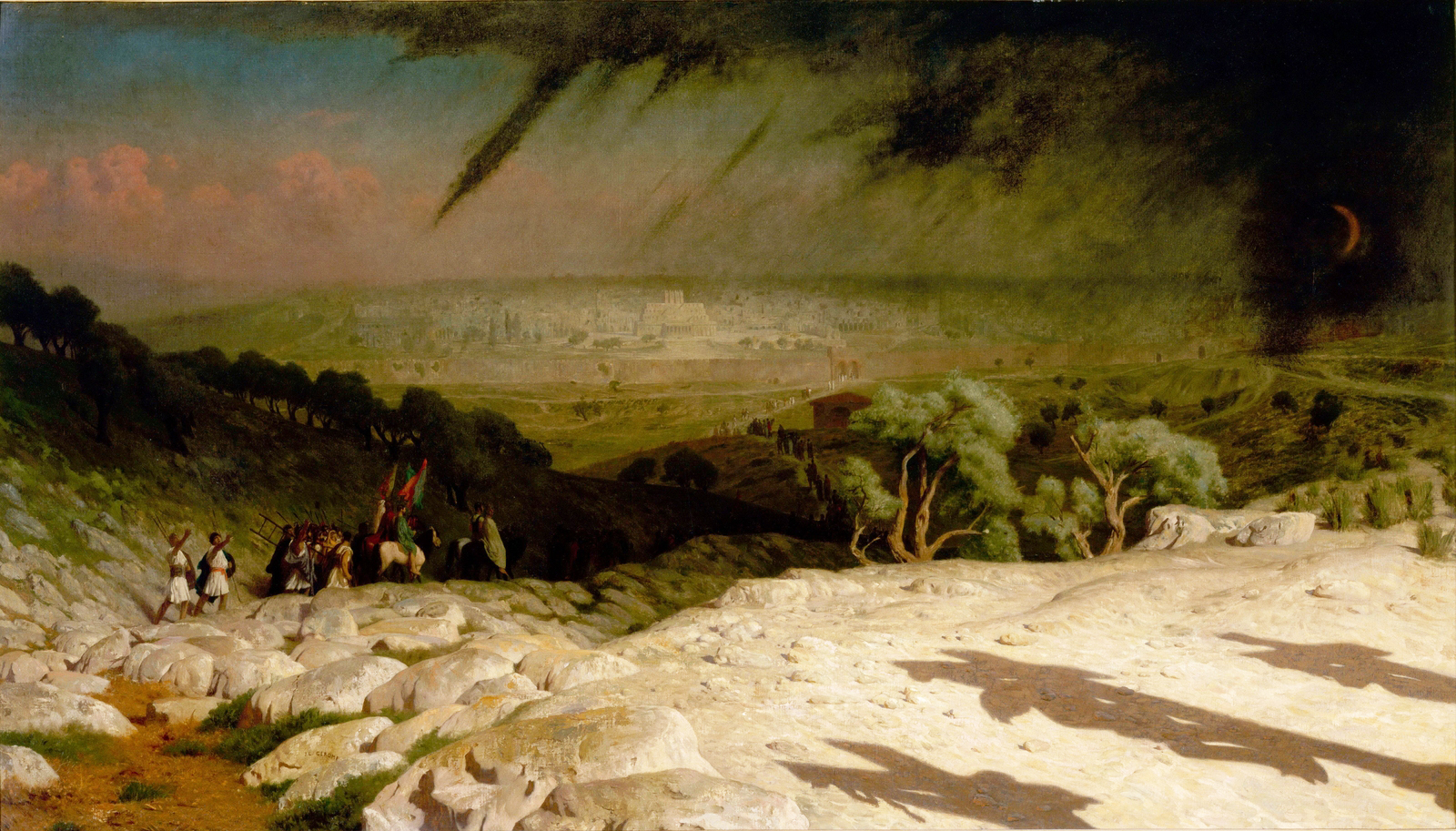
Painting depicting Jesus.

Consummātum est es una locución latina de uso actual que significa literalmente «se acabó todo», «todo está cumplido», «se ha terminado». Según la traducción de la Vulgata latina (Evangelio de Juan, 19, 30), últimas palabras de Cristo en la cruz. Se emplea a propósito de un desastre o de un gran dolor. 
Gramaticalmente, es el pretérito perfecto pasado de consummāre (consumar, acabar).